# Olmedilla de Alarcón
Olmedilla de Alarcón è un comune spagnolo di 158 abitanti situato nella comunità autonoma di Castiglia-La Mancia.
È sede del Parco fotovoltaico Olmedilla de Alarcón, dalla sua costruzione nel 2008 fino al 2012, il più grande impianto fotovoltaico al mondo.